# Закон Маес-Гарро
Закон Маэс-Гарро — утверждение о том, что «наиболее благоприятные прогнозы о будущих технологиях будут находиться в пределах точки Маэса-Гарро», определяемой как «самая последняя возможная дата, когда предсказание может сбыться и всё ещё оставаться в жизни человека, сделавшего его». В частности, это связано с предсказаниями  технологической сингулярности или других радикальных технологий будущего .
Это упоминается как «закон человеческой природы», хотя свидетельство Келли является анекдотическим.

## Происхождение
Кевин Келли, редактор журнала Wired, создал закон в 2007 году, после того, как на него оказали влияние Патти Мэйс из Массачусетского технологического института и Жоэль Гарро (автор книги Radical Evolution).
В 1993 году Мэйс перечислила ряд своих коллег в MIT, которые предсказывали загрузку мыслей (копирование человеческого мозга на компьютер), и отметила, что нововведения, как правило, должны появиться примерно через 70 лет после рождения предсказателя. Как цитирует её коллега Родни Брукс:

Она взяла столько людей, сколько смогла найти, которые публично предсказывали загрузку сознания в кремний, и нанесла на карту даты их предсказаний, а также когда им самим исполнится семьдесят лет. Неудивительно, что годы совпали с каждым из них. Через семьдесят лет после их рождения они будут готовы загружать свои сознания в компьютер. Просто в самый последний момент! Каждому из них, в их собственных умах, повезёт, что они окажутся в нужном месте в нужное время.Оригинальный текст (англ.)She took as many people as she could find who had publicly predicted downloading of consciousness into silicon, and plotted the dates of their predictions, along with when they themselves would turn seventy years old. Not too surprisingly, the years matched up for each of them. Three score and ten years from their individual births, technology would be ripe for them to download their consciousnesses into a computer. Just in the nick of time! They were each, in their own minds, going to be remarkably lucky, to be in just the right place at the right time.

## Неудачные попытки проверить закон
Организация Machine Intelligence Research Institute выпустила документ с подробным описанием гораздо большего набора ИИ предсказаний: 95 предсказаний, извлечённых из базы данных 257 предсказаний ИИ, которая находит широкий спектр оценок значительно до и после предполагаемой продолжительности жизни предсказателя, таким образом противоречащий закону. MIRI утверждает более строгое правило «Маэс-Гарро»: «Предсказатель ожидает, что ИИ будет развиваться точно в конце его жизни».